# Малиновское
Малиновское (рум. Malinovscoe) — село в Рышканском районе Молдавии. Является административным центром коммуны Малиновское, включающей также село Лупэрия.

## История
Первое документальное упоминание о селе Балан датировано 1437 годом.
В 1880 году на средства сельчан в центре села была построена Церковь Покрова Божией Матери. С 1961 по 1989 год церковь была закрыта. 14 октября 1989 года храм вновь открылся для прихожан.
21 ноября 1973 года село Балан было переименовано в Малиновское.

## География
Село расположено на высоте 156 метров над уровнем моря.

## Население
По данным переписи населения 2004 года, в селе Малиновское проживает 1246 человек (556 мужчин, 690 женщин).
Этнический состав села:
| Национальность | Число жителей | Процентный состав |
| -------------- | ------------- | ----------------- |
| украинцы       | 1112          | 89.25             |
| молдаване      | 85            | 6.82              |
| русские        | 33            | 2.65              |
| цыгане         | 8             | 0.64              |
| болгары        | 5             | 0.4               |
| гагаузы        | 2             | 0.16              |
| прочие         | 1             | 0.08              |
| Всего          | 1246          | 100 %             |